# Кісак-Каїн
Кіса́к-Каї́н (рос. Кисак-Каин, башк. Киҫәкҡайын) — село у складі Янаульського району Башкортостану, Росія. Адміністративний центр Кісак-Каїнської сільської ради.
Населення — 519 осіб (2010; 552 у 2002).
Національний склад:
- башкири — 80 %